# Bezoekerscentrum Oisterwijk

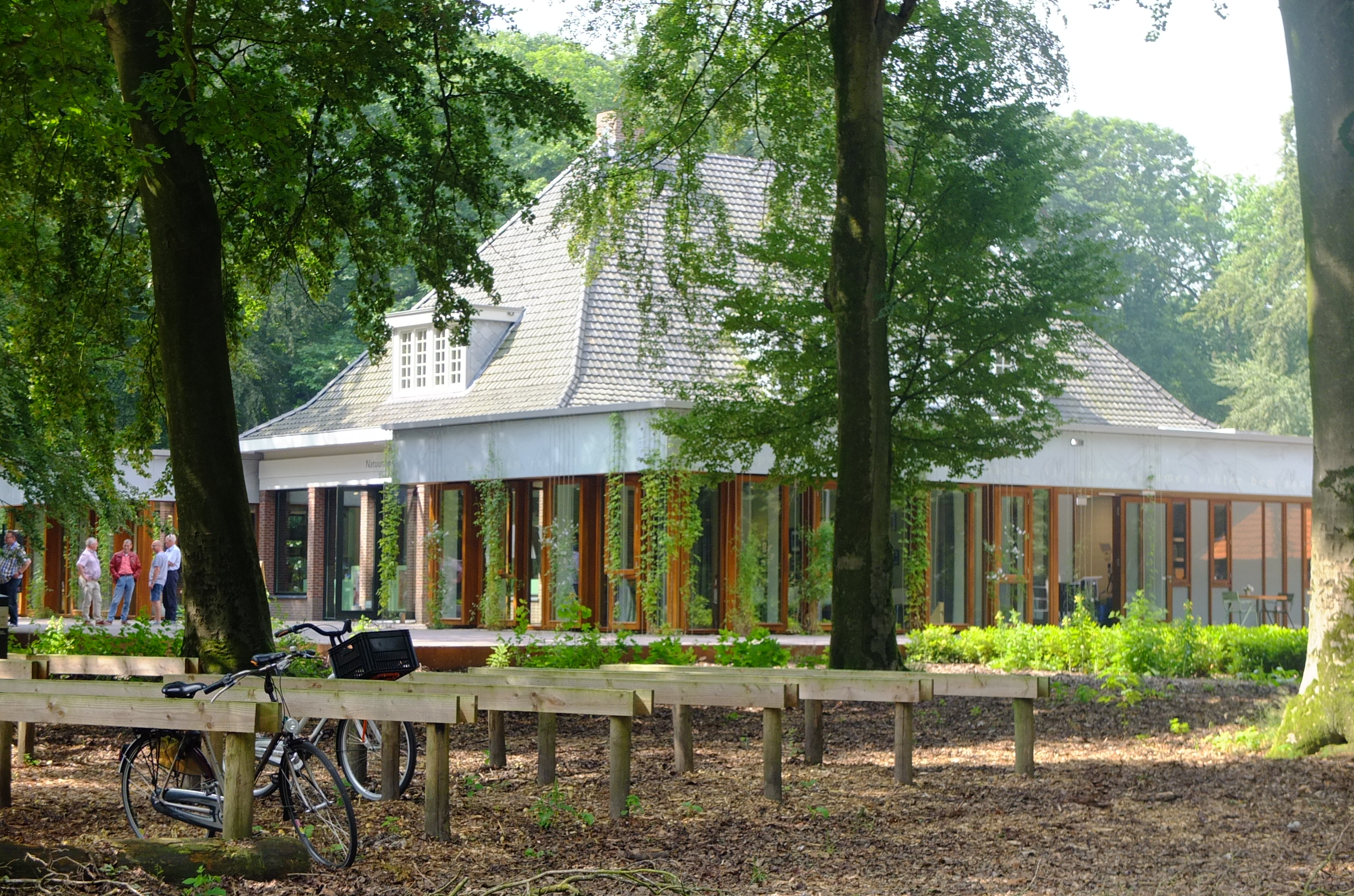
Bezoekerscentrum Natuurmonumenten Oisterwijk

Het bezoekerscentrum Oisterwijk is een bezoekerscentrum van Natuurmonumenten aan de Van Tienhovenlaan 4 in Oisterwijk (Noord-Brabant).

## Ligging
Het bezoekerscentrum Oisterwijk van Natuurmonumenten ligt in de Oisterwijkse Bossen en Vennen dat grenst aan de Kampina. Het is bereikbaar te voet, met de fiets, met openbaar vervoer en met de auto en biedt een goed vertrekpunt voor het verkennen van het omringende natuurgebied, dat in totaal een omvang van ongeveer 750 ha. heeft. Daarvan is ruim 400 ha. eigendom van de Vereniging Natuurmonumenten.
Het bezoekerscentrum bevindt zich op het terrein van horecagelegenheid 'Groot Speijck'.

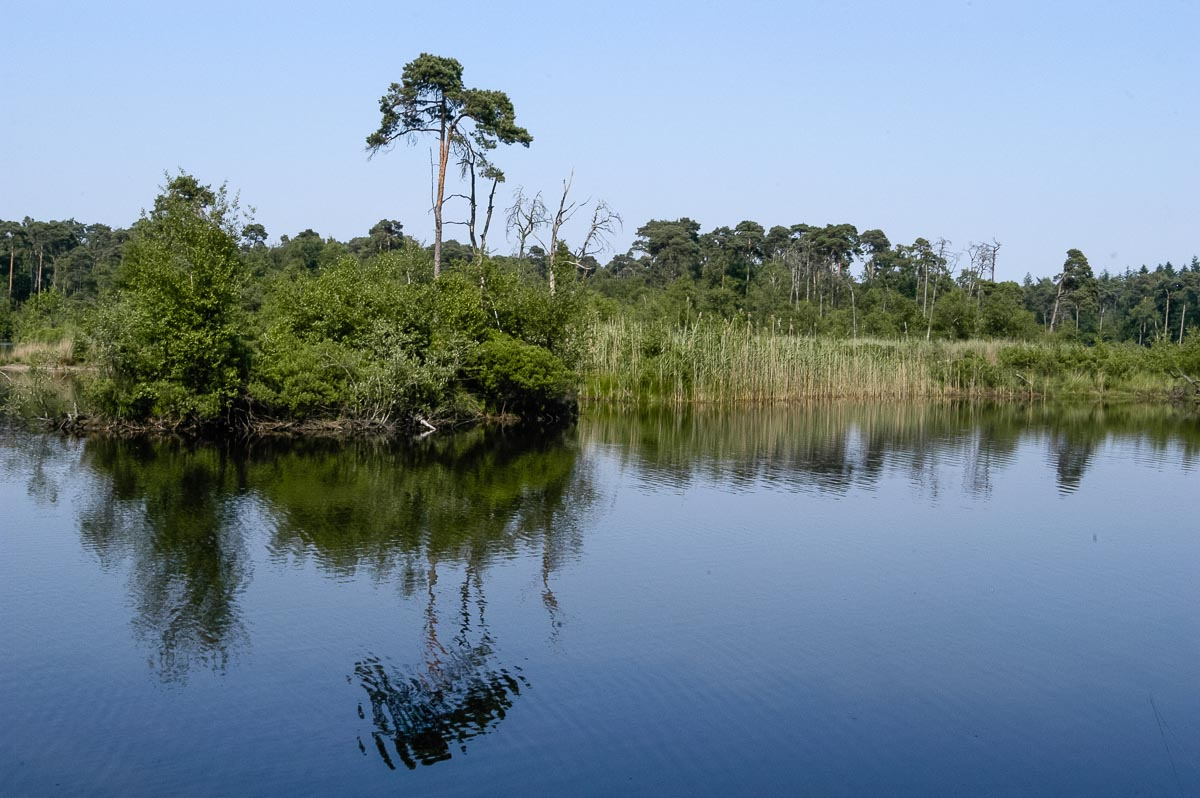
Een deel van het natuurgebied de Oisterwijkse bossen en Vennen

## Bezoekerscentrum
Het bezoekerscentrum is het startpunt van wandelroutes, speurtochten, kinderfeestjes en excursies met een boswachter. Het pand wordt gedeeld met een horecagelegenheid. Natuurmonumenten heeft een bezoekerscentrum met winkel in het pand, aquaria en verschillende educatieve elementen gericht op kinderen. Zij kunnen onder meer een speurtocht doen en video's kijken over de natuur en de vennen. 
Voor het pand is een grote picknickweide met speeltoestellen voor kinderen. Achter het bezoekerscentrum bevindt zich de Speelnatuur: een stuk bos waar kinderen hutten kunnen bouwen, water kunnen pompen en kunnen spelen. 

## Brand in 2007
In de nacht van vrijdag 30 november 2007 op zaterdag 1 december 2007 is het gebouw volledig verwoest door brand.
In 2015 is het totaal verbouwde restaurant en bezoekerscentrum open gegaan voor het publiek. Het nieuwe bezoekerscentrum ligt vlak naast de plek waar het oude bezoekerscentrum stond.